# Vlatka Vukelić
Vlatka Vukelić (Sisak, 1979.) hrvatska povjesničarka.

## Životopis
Rođena je u Sisku 1979. godine. Maturirala je 1997. na sisačkoj Gimnaziji, a diplomirala studij povijesti i kroatologije na Hrvatskim studijima 2002. godine (znanstveni i nastavni smjer). Od 2004. godine radila je u Gradskom muzeju Sisak, kao kustosica Kulturno-povijesne zbirke, kustosica Galerijske zbirke i bibliotekarka. Tijekom iste godine prelazi na Hrvatske studije Sveučilišta u Zagrebu, gdje je zaposlena kao znanstvena novakinja. Posijediplomski doktorski studij na Hrvatskim studijima upisuje 2006. godine te ga uspješno privodi kraju 20. prosinca 2011. godine, obranom doktorske disertacije s temom: Povijest sustavnih arheoloških istraživanja u Sisku od 16. stoljeća do 1941. godine. Otada je zaposlena kao viša asistentica na Hrvatskim studijima Sveučilišta u Zagrebu. Na preddiplomskom studiju na Hrvatskim studijima od 2007. godine drži nastavu iz sljedećih kolegija: Povijest i kultura grčkog i rimskog svijeta, Antički gradovi kontinentalne Hrvatske, Ekonomska slika Istre u antici. Na diplomskom studiju na Hrvatskim studijima od 2010. godine drži nastavu iz sljedećih kolegija: Antički putovi i komunikacije, Rimska vojska na tlu Hrvatske, Život antičke obitelji u provinciji i Hrvatska zaštićena prirodna i kulturna baština. Tijekom 2007., 2008., 2009. i 2010. bila je izvršna urednica Godišnjaka Gradskog muzeja Sisak (brojevi 7, 8, 9 i 10). Godine 2011. Ministarstvo kulture joj je odobrilo projekt izložbe: Obitelj Colussi u Sisku. Izložbu je realizirala u organizaciji Gradskog muzeja Sisak, kao vanjski suradnik ove institucije. Godine 2012. Ministarstvo kulture joj je odobrilo projekt izložbe: Thesaurus Colapis fluminis- Blago rijeke Kupe. Izložbu je realizirala u organizaciji Arheološkog muzeja u Zagrebu, u koautorstvu s dr.sc. Ivanom Radmanom-Livajom. Osim u Zagrebu, izložba je postavljena u Gradskom muzeju Sisak i Gradskom muzeju Šibenik. Bavi se poviješću Siska i poviješću arheologije sisačkoga kraja.
Na Hrvatskim studijima Sveučilišta u Zagrebu od akademske godine 2017./2018. predaje sljedeće predmete:
- Antički gradovi kontinentalne Hrvatske
- Ekonomska slika Istre u Antici
- Povijest i kultura grčkog i rimskog svijeta
- Život antičke obitelji u provinciji
- Gospodarska povijest

## Djela

### Autorske knjige
- Obitelj Colussi u Sisku, Gradski muzej Sisak, 2011.
- Blago rijeke Kupe - Arheološka istraživanja Kupe kod Siska prije 1. svjetskog rata, Arheološki muzej u Zagrebu, 2012. (suator Ivan Radman-Livaja)
- Četničke postrojbe u službi Nezavisne Države Hrvatske (2021., suautor Vladimir Šumanović)[2]

### Poglavlja u knjigama
- Spomenica župe Sv. Križa u Sisku i djelovanje sisačkih župnika u 19. stoljeću: Izvor za proučavanje početaka sustavnih arheoloških istraživanja u Sisku, Kaptolski Sisak 1215. – 2015. Zbornik radova sa skupa Kaptolski Sisak 1215. – 2015. održanoga u Sisku 19. rujna 2015. godine / Kekez, Hrvoje; Grgić, Stipica (ur.), Sisak, Sisačka biskupija, str. 119-130, 2017.
- The whereabouts of Tiberius ’ ditch in Siscia, Milićević Bradač, Marina; Demicheli, Dino (ur.), Odsjek za arheologiju Filozofskog fakulteta Sveučilišta u Zagrebu, str. 407-420., 2018. (suator Ivan Radman-Livaja)

## Vanjske poveznice
Mrežna mjesta
- Doc. dr. sc. Vlatka Vukelić, osobna stranica